# آنریل انجین ۵
آنریل انجین ۵ (به انگلیسی: Unreal Engine 5) پنجمین نسخه موتور بازی آنریل انجین است که توسط اپیک گیمز ساخته شده است. این نسخه در می ۲۰۲۰ معرفی شد و در آوریل ۲۰۲۲ به‌طور رسمی منتشر شد. آنریل انجین ۵ دارای چندین ارتقاء و ویژگی‌های جدید است مانند تنظیم خودکار سطح جزئیات مش‌ها یا سیستم نورپردازی سراسری و انعکاس پویا. همچنین آنریل انجین ۵ به سخت‌افزار ردیابی رهگیری پرتو مجهز شده است. کد منبع در گیت‌هاب موجود است.

## معرفی
آنریل انجین ۵ در ۱۳ مه ۲۰۲۰ معرفی شد و از تمامی سیستم‌های موجود از جمله کنسول‌های نسل بعدی پلی‌استیشن ۵ و ایکس‌باکس سری اکس/اس پشتیبانی می‌کند. کار روی موتور حدود دو سال قبل از معرفی آن آغاز شد. این موتور در تاریخ ۲۶ مه ۲۰۲۱ در دسترسی اولیه قرار گرفته و در ۵ آوریل ۲۰۲۲ به‌طور رسمی برای توسعه دهندگان عرضه شد.

## ویژگی‌ها
یکی از ویژگی‌های اصلی آن Nanite است، موتوری که اجازه می‌دهد تا مواد با منبع عکاسی با جزئیات بالا به بازی فراخوانی شود. فناوری هندسه مجازی‌سازی Nanite به Epic اجازه می‌دهد تا از مزایای خرید قبلی خود از Quixel، بزرگ‌ترین کتابخانه فتوگرامتری جهان در سال ۲۰۱۹ استفاده کند. هدف آنریل انجین ۵ این بود که ساختن دنیای بازی‌های دقیق را تا حد امکان برای توسعه دهندگان بدون نیاز به صرف زمان زیاد برای ایجاد دارایی‌های دقیق جدید آسان کند. Nanite می‌تواند تقریباً هرگونه نمایش سه بعدیِ از قبل موجود دیگر، از اشیا و محیط‌ها را وارد کند، از جمله مدل‌های زیبراش و CAD، که امکان استفاده از دارایی‌های با کیفیت فیلم را فراهم می‌کند. Nanite به‌طور خودکار سطوح جزئیات (LOD) این اشیاء وارد شده را متناسب با سکوی هدف و فاصله، ترسیم می‌کند، کاری که قبلاً یک هنرمند باید انجام می‌داد.
Lumen دیگر جز اصلی است که به عنوان «راه حل روشنایی جهانی کاملاً پویا که بلافاصله به تغییرات صحنه و نور واکنش نشان می‌دهد» توصیف می‌شود. Lumen نیاز هنرمندان و توسعه‌دهندگان را برای ایجاد یک Lightmap برای یک صحنه معین از بین می‌برد، و در عوض بازتاب‌های نور و سایه‌ها را در لحظه محاسبه می‌کند، و به این طریق امکان رفتار بلادرنگ منابع نور را فراهم می‌کند.
Virtual Shadow Map مؤلفه دیگری است که در آنریل انجین ۵ اضافه شده‌است که به عنوان «روش جدید نگاشت سایه که برای ارائه سایه‌زنی ثابت و با وضوح بالا استفاده می‌شود که با دارایی‌های با کیفیت فیلم و جهان‌های باز بزرگ و روشنایی پویا کار می‌کند». Virtual Shadow Map با shadow map رایج متفاوت است و این تفاوت در وضوح بسیار بالای آن، سایه‌های دقیق‌تر و عدم پرش سایه‌ها به داخل و خارج می‌باشد.
سایر مولفه‌های جدید موتور شامل Niagara برای دینامیک سیالات و ذرات و Chaos برای موتور فیزیک است.